# سوسانک ۲۱۴۵۸
سیارک ۲۱۴۵۸ (به انگلیسی: 21458 Susank، نامگذاری:1998HN51) بیست و یک هزار و چهارصد و پنجاه و هشتمین سیارک کشف شده‌است که در ۲۵ آوریل ۱۹۹۸ کشف شد.
قدر مطلق سیارک برابر ۱۲.۹ است.